# Cambrai Volley
O Cambrai Volley é um clube de voleibol masculino francês fundado em 1950, na cidade de Cambrai, no departamento do Norte. Atualmente o clube disputa a Ligue A, a primeira divisão do campeonato francês.

## Histórico
Após a construção de uma quadra de voleibol nas dependências do União Nautique de Cambrai em 1949, no ano seguinte criaram a seção de voleibol no Clube Léo Lagrange em Cambrai.
Em 1973 houve a primeira participação de uma equipe masculina do Clube Léo Lagrange em competições FFVB. Em 1975 inauguraram o ginásio Pasteur, futuro reduto do voleibol de Cambrésien.
O Cambrai Volley Ball Club (VBCC) foi criado em 1994 por iniciativa de Jean-Philippe Carrez, sócio fundador e frequentador assíduo das quadras de voleibol de Cambrésis. Depois de dez anos nos meandros da Nationale, o clube chegou à segunda divisão (Ligue B) e foi então que Jean-Michel Machut assumiu a direção do clube. Ao mesmo tempo, em 2004, foi tomada a decisão de criar o Cambrai Volley Élan du Cambrésis (CVEC) e assim dissociá-lo do Volley Ball Club de Cambrai para distinguir a parte profissional da parte amadora do clube.
Seguiu-se uma longa marcha de dezesseis anos para a adesão à Ligue A. A cada temporada, o clube avançava na antecâmara da primeira divisão sem nunca conseguir obter seu ingresso de acesso a ela. Até a temporada 2019–20 o clube liderou o ranking quando surgiu a pandemia de COVID-19, que encurtou o campeonato, congelou as tabelas e confirmou a ascensão na Ligue A pela primeira vez em sua história.

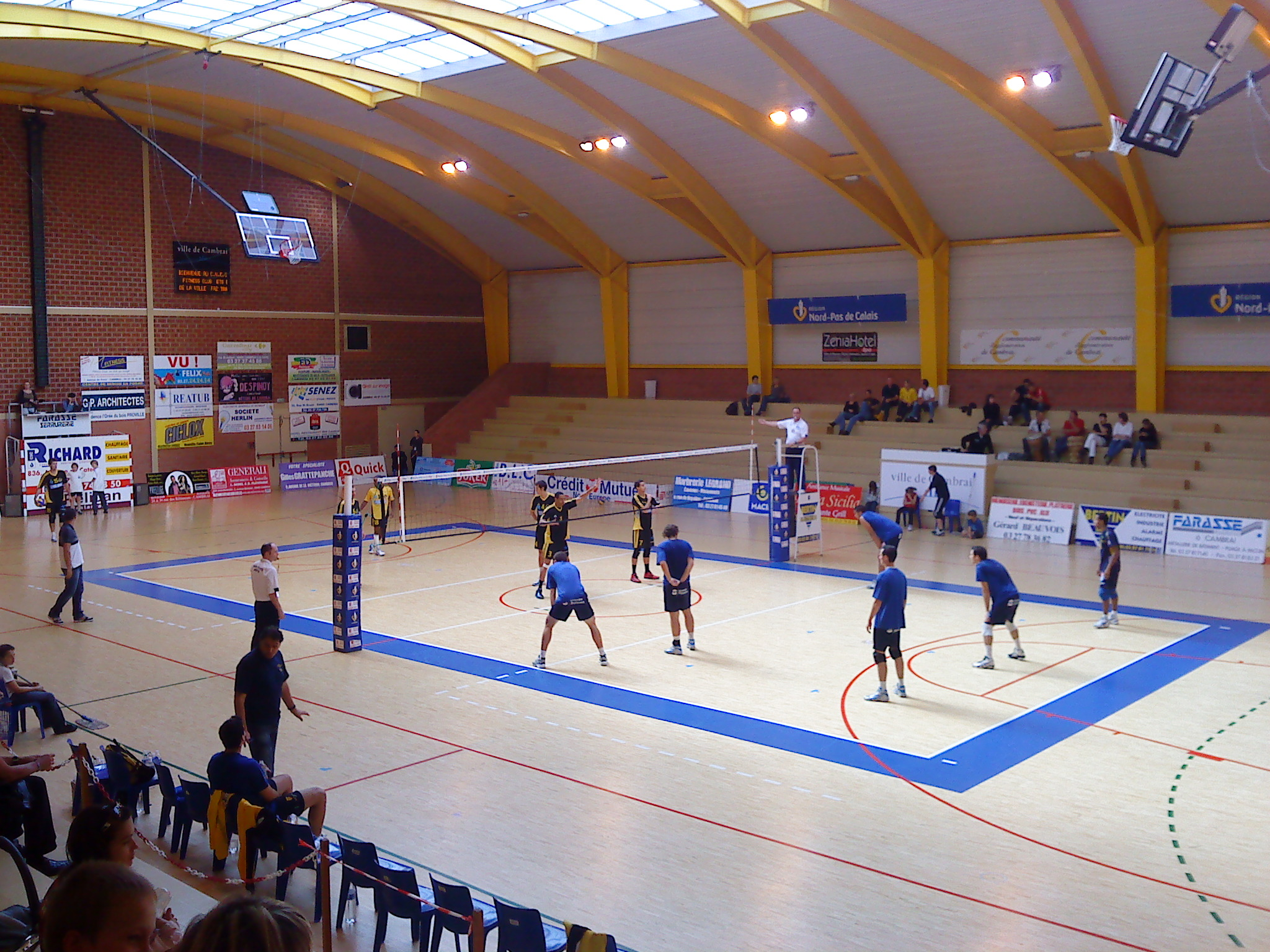
Partida da pré-temporada no Salle Jean-Marie Vanpoulle em 2010.

## Títulos

### Campeonatos nacionais
Campeonato Francês - Ligue B
- Terceiro lugar: 2017–18, 2018–19

 Campeonato Francês de Elite
- Vice-campeão: 2003–04

## Elenco atual
Atletas selecionados para disputar a temporada 2022–23.
| Camisa                 | Nome               | Altura (m) | Posição    |
| ---------------------- | ------------------ | ---------- | ---------- |
| 1                      | Philipp Kroiss     | 1,84       | Líbero     |
| 2                      | Quentin Grosnon    | 1,82       | Líbero     |
| 3                      | Rémy Lalisse       | 1,96       | Ponteiro   |
| 4                      | Boris Takaniko     | 1,90       | Levantador |
| 6                      | Yago Dutra         | 1,90       | Ponteiro   |
| 7                      | Paul Villard       | 1,92       | Ponteiro   |
| 8                      | Fabien Lengrand    | 2,02       | Oposto     |
| 9                      | Hermans Egleskalns | 2,04       | Oposto     |
| 10                     | Maikel Van Zeist   | 2,00       | Central    |
| 11                     | Tinaël Pépin       | 1,92       | Ponteiro   |
| 14                     | Baptiste Geiler    | 1,98       | Ponteiro   |
| 15                     | David Fiel         | 2,06       | Central    |
| 17                     | Ivan Ječmenica     | 2,03       | Central    |
| 18                     | Gjorgi Gjorgiev    | 1,97       | Levantador |
| Técnico: Gabriel Denys |                    |            |            |